# Perieţi
Perieţi es una comuna ubicada en el distrito de Olt, Rumania.

## Superficie
Posee una superficie de 34,16 kilómetros cuadrados.

## Demografía
Hasta 2021 la población era de 1856 habitantes, con una densidad de población de 54,33 habitantes por kilómetro cuadrado.